# Penning svedese
Il penning o penny era la variante svedese del penning norvegese che fu coniato dal 1150 circa fino al 1548, e che rimase come unità di conto in Svezia fino al 1777.
Il penning fu coniato per la prima volta in Norvegia dal re Olaf Tryggvason nel 995, e fu successivamente adattato sia in Svezia che in Danimarca come sistema monetario.
Il penning è stato coniato a imitazione dei penny, dei pfennig e dei denari emessi altrove in Europa. Tuttavia, sebbene basato su queste monete, il sistema contabile era distinto, con sistemi diversi operanti in regioni diverse. Tutti, però, usavano l'öre (dal latino aureus) che valeva 1/8 di un marco o 3 örtugar. Tuttavia, in Svealand, un öre valeva 24 penningar, ma in Götaland valeva 48 penningar, 36 all'incirca nella diocesi di Linköping e in Gotland. Intorno al 1300, per comando reale, lo stendardo dello Svealand divenne lo stendardo nazionale, tranne che in Gotland. L'örtug fu coniato per la prima volta intorno al 1370 e l'öre fu emesso come moneta dal 1522. Nel 1524, tuttavia, il vero örtug fu sostituito in forma coniata con uno nuovo, noto anche come halvöre (mezzo öre), che aveva un valore leggermente superiore (mentre un marco era diviso in 24 örtugar, era diviso in 16 halvöre), ma il vecchio örtug rimase come unità di conteggio fino al 1777.
Le equivalenze tra le diverse unità di valuta in uso in quel momento può essere così riassunta:
| Nome  | Marco | Öre | Örtug | Penning |
| ----- | ----- | --- | ----- | ------- |
| Daler | 4     | 32  | 96    | 768     |
| Marco |       | 8   | 24    | 192     |
| Öre   |       |     | 3     | 24      |
| Örtug |       |     |       | 8       |

Nel 1604, il daler fu ribattezzato riksdaler. Seguì un periodo di valuta molto complicato, durante il quale circolarono sia le versioni in rame che in argento delle diverse denominazioni e il riksdaler aumentò di valore rispetto alle altre unità. Nel 1777, il riksdaler divenne la base di un nuovo sistema monetario e il penning cessò di esistere.
Il nome sopravvive nella lingua norvegese e nella lingua svedese nella forma contratta del plurale, pengar/penger, che significa denaro.